# マイクロテック
Microtech Knives（マイクロテックナイブス）はアメリカ合衆国ノースカロライナ州に社を構えるナイフメーカーである。製品ラインナップはフィックスドナイフ・フォールディングナイフ・バタフライナイフ・オートマチックナイフなどがあり、自動小銃Steyr AUGのクローン・改良モデルであるSTG-556シリーズと、そのアクセサリーを生産しているMSAR（Microtech Small Arms Research／マイクロテックスモールアームリサーチ）を子会社に持つ。

## 製品特徴

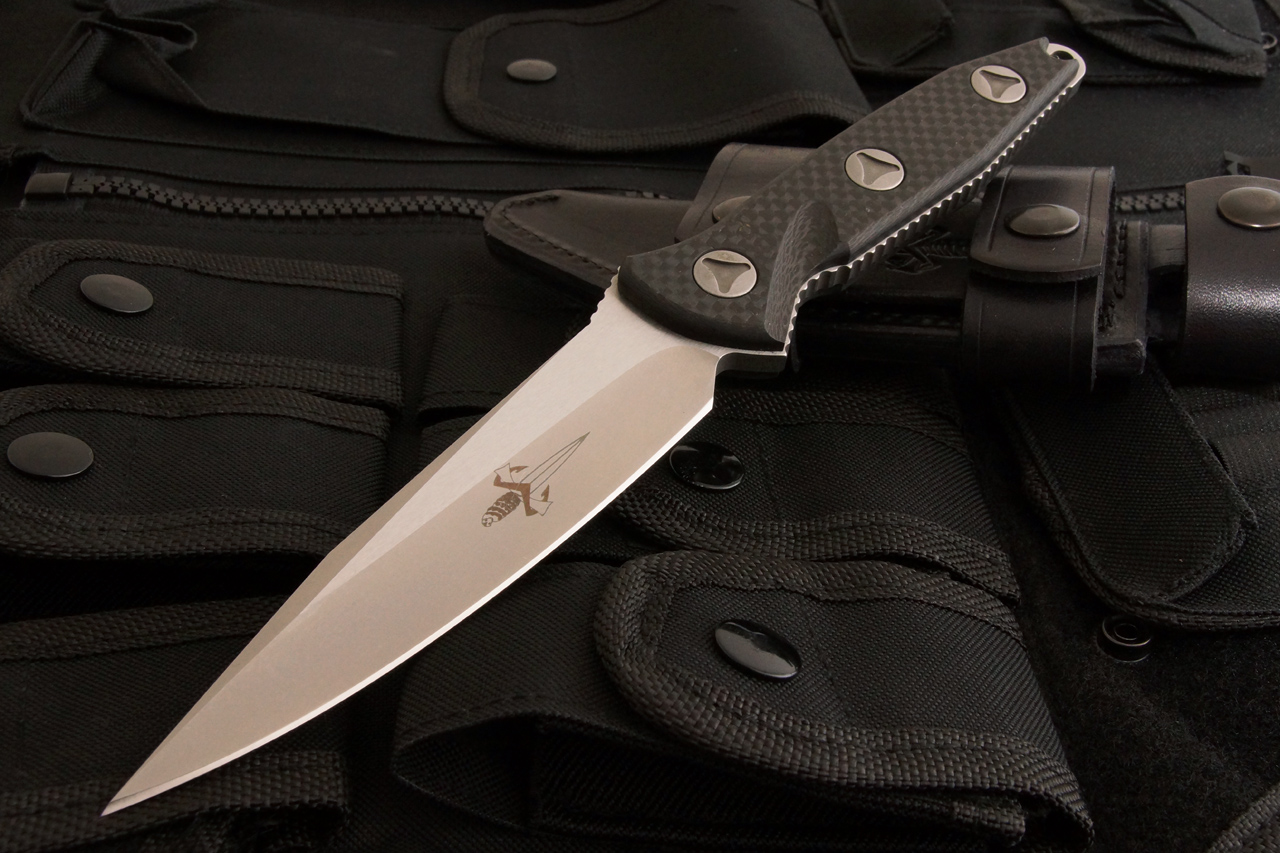
Microtech Socom Alpha Marfione Custom

生産においては大規模ファクトリーナイフメーカーのような外部委託はせず、高度なマシニング生産ラインを活かし、精度の高いナイフを自社製造している。ラインナップは前記のとおり様々だが、SOCOMやUDT、Navy SEALsというモデル名からも連想できる通り兵役のようなハードユースにも耐えられる、いわゆるタクティカルナイフがメインラインナップとなる。
その中でも特に、OTF（Out The Front）ナイフが代表的なモデルである。これは古典的な飛び出しナイフであるイタリアンスティレット形のように、操作ボタンを押すとグリップからブレードが弧を描いて開くのではなく、グリップ側面にある操作レバーを操作すると、グリップ内に収納されているブレードが直線的に射出されるタイプの飛び出しナイフである。このタイプのナイフは同社やParagon Knives（パラゴンナイブス）など、主に一部のファクトリーメーカーで生産・販売されているが、日本国内では銃刀法に抵触する可能性が高いため生産されていない。
なお同社ナイフには鷲の爪を象ったクローマークとシリアルナンバーが刻印される。

## 主な製品ラインナップ
ダブルアクションOTFナイフ（D／A　automatics knive）
グリップ側面にあるレバーの操作のみでブレードの射出・格納、双方が可能なモデルである。グリップ底部にはタングステン製グラスブレーカーを備えるものが多い。片手でもブレードの出し入れが出来るため、身体障害者（主に隻腕）の愛用者も多いが、誤作動防止の為レバープルは重い。社を代表するナイフ群で、主なモデルにUltratech・Scarab・Troodonシリーズ・UTXシリーズなどがある。
シングルアクションOTFナイフ（S／A　automatics knive）
グリップ側面にある押しボタンを押す事でブレードの射出が可能なモデルである。ブレードの格納はボタンを押しつつグリップ底部のチャージハンドルを引く事で格納する形となり、ダブルアクションと違いブレード格納は片手では行えない。主なモデルにHaloシリーズがある。
オートマチックナイフ（automatics knive）
一般的な飛び出しナイフと同じく、操作ボタンを押すとブレードがスプリングの力で、弧を描いてブレードオープンするタイプのナイフである。主なモデルにSocomオートシリーズ・UDTシリーズなどがある。
フォールディングナイフ（folding knive）
マニュアル（手動）式の所謂折りたたみナイフである。ブレードのポイント形状に特徴のあるモデルが多く、ブレードロック機構はライナーロック式を採用する。主なモデルにSocomシリーズがある。
バタフライナイフ（butterfly knive）
社の高精度マシニング生産ラインを活かし、スムーズな作動が特徴である。Metalmarkのような左右異型ハンドルもラインナップに存在する。主なモデルにTachyonがある。
フィックスドナイフ（fixd knive）
基本的にすべてのモデルがフルタングもしくはインテグラル成形であり、剛性・耐久性に富む。Jagdkommandoのような刺突に特化したユニークなモデルも存在する。主なモデルにA.D.O.・Curraheeがある。
マーフィオンカスタム（marfione custom）
同社トニー・マーフィオン氏によるカスタムシリーズである。基本的に通常ラインナップの形状を踏襲するが、独自のブレード形状・仕上げでクオリティは非常に高い。通常ラインナップに刻印されているクローマークではなく、ダガーマークが刻印される。

## 鋼材・ハンドル材
かつて鋼材はモデルによって440-A・CPM154・S35系などを採用していたが、近年(2013年生産モデル以降)はELMAXを採用することが多い。少数ではあるが、一部モデルにはチタンを採用している。
ハンドル材は主にG-10・FR4 Composite・6000番系アルミ材・カーボンを採用しており、ザイテル・クラトンの採用実績はない。

## ブレード形状・表面仕上げ
ブレードはシングルエッジ・タントーエッジ・ダブルエッジなどがあり、それぞれエッジはプレーン・フルセレーション・ハーフセレーションなどがある。表面仕上げはサテン・ビードブラスト（極細梨地）・ストーンウォッシュ（石目）・ブラックなどがある。これら以外にも様々なブレード形状・処理があり、特にハンドルのカラーリングはベースモデルの黒を始め、カラフルなアルマイト処理やカモフラージュ模様のものもあり、極めてバリエーションに富む。

## 独自規格スクリュー・パーツ供給
ハンドルなどのスクリュー(ネジ・ボルト)の頭は通常規格のものではなく、三穴型・おむすび型のような同社独自のものを採用しているため、特殊工具を用いなければ分解・調整はできない。
またオートナイフに内蔵されているフック・スプリングなどのパーツ供給は、一般ユーザーはおろか販売店にも供給していない。そのため不具合に関しては販売店ではなく、全て同社へメンテナンスを依頼する形となる。とはいえサードパーティ製のパーツは多数存在するため、それらを利用するユーザーも多い。

## 日本国内における入手
同社を扱うナイフショップにて購入が可能だが、オートマチック系やダブルエッジは銃刀法に抵触するものもあるため、国内販売店では扱っていない。しかしOTFナイフは、内部パーツを取り外した状態で販売していたナイフショップもかつて存在した。